# Stella Piteira Santos
Stella Piteira Santos, mit vollem Namen Maria Stella Bicker Correia Ribeiro Piteira Santos (* 1. Juni 1917 in Portimão; † 22. Januar 2009 in Lissabon) war eine portugiesische Kommunistin, die sich gegen die Diktatur des Estado Novo stellte. Sie wurde in Lissabon verhaftet und gefoltert und ging anschließend nach Algerien, von wo aus sie an der Ausstrahlung von Sendungen von Rádio Voz da Liberdade („Radio Stimme der Freiheit“) nach Portugal beteiligt war.

## Leben
Piteira Santos war die Tochter von Maria do Carmo Bicker aus der Algarve und eines Militärarztes, der an der Revolution vom 5. Oktober 1910 teilnahm, die die portugiesische Monarchie stürzte. Sie wurde am 1. Juni 1917 geboren, als sich ihr Vater während der Teilnahme Portugals am Ersten Weltkrieg in Flandern aufhielt. Sie stammte aus bürgerlichen Verhältnissen und lernte zunächst zu Hause, wo eine ihrer Lehrerinnen eine junge Deutsche war. Nach der Rückkehr ihrer Lehrerin nach Deutschland verbrachte sie drei Jahre an der Deutschen Schule Lissabon, um ihre Deutschkenntnisse nicht zu verlieren, und besuchte anschließend das Colégio das Doroteias in Sintra, wo sie eine herkömmliche portugiesische religiöse Erziehung erhielt. Sie schloss ihre Schulausbildung jedoch erst ab, nachdem sie im Alter von 17 Jahren Inácio Fiadeiro geheiratet und zwei Kinder bekommen hatte. Fiadeiro war Kommunist und vier Jahre älter als sie.
Piteira Santos begann ihre Aktivitäten gegen die Diktatur des Estado Novo im Jahr 1934. Sie war ein frühes Mitglied der Associação Feminina Portuguesa para a Paz und ihre Deutschkenntnisse erwiesen sich während des Zweiten Weltkriegs als sehr nützlich, als sie deutsch-jüdischen Flüchtlingen in Lissabon beistand. Gemeinsam mit ihrem Mann und anderen Mitgliedern des Partido Comunista Português organisierte sie im Mai 1938 die Flucht des Kommunistenführers Francisco de Paula Oliveira, genannt „Pável“, aus dem Gefängniskrankenhaus Cadeia do Aljube, wo er schwer erkrankt war. Oliveira lebte anschließend versteckt bei der Familie Fiadeiro, bevor er sich nach Paris und schließlich nach Mexiko absetzte.
Ihr Sohn António wurde 1938 geboren und nach Francisco Paula Oliveira benannt, der auch unter dem Pseudonym „António Bugio“ auftrat. Sein Patenonkel wurde der spätere Führer des Partido Comunista Português, Álvaro Cunhal. Etwa zur gleichen Zeit trat sie dem Conselho Nacional das Mulheres Portuguesas bei, der von Maria Lamas geleitet wurde. Nach dem Krieg erhielt sie mehrere Anstellungen bei deutschen Unternehmen in Lissabon. Ihre Tochter Maria Antónia war ein Patenkind von Fernando Piteira Santos, einem anderen PCP-Mitglied, der auch der Stiefvater des Mädchens wurde, als Stella Piteira Santos 1948 nach ihrer Scheidung von Fiadeiro heiratete. Die beiden lebten lange Zeit getrennt, da Piteira Santos sich ständig vor der Geheimpolizei PIDE verstecken musste. Ursprünglich aktives Mitglied des Partido Comunista Português, geriet er mit der Zeit mit ihr in Konflikt und wurde wegen seiner Ansichten über die Demokratisierung der Partei als „Verräter“ ausgestoßen. Unweigerlich geriet auch seine Frau in die Kritik.
In der Silvesternacht 1961 stürmten etwa 20 Soldaten und Zivilisten, darunter Piteira Santos’ Ehemann, die Kaserne in Beja, um den Oppositionsführer Humberto Delgado zu unterstützen, der aus Marokko zurückgekehrt war, um die Macht zu übernehmen. Delgado hatte eine komplizierte Route nach Beja gewählt, um nicht entdeckt zu werden, und wurde einen Teil des Weges von Piteira Santos gefahren. Nachdem sie ihrem Mann nach dem Scheitern des Anschlags geholfen hatte, der Verhaftung zu entgehen, wurde sie selbst am 15. Februar 1962 verhaftet und fast zwei Monate lang im Gefängnis von Caxias bei Lissabon festgehalten. Nach ihrer Freilassung auf Kaution verließ sie das Land heimlich mit dem Auto und kam schließlich in Paris an, wo sie zwei Monate später von ihrem Mann, der sich nach Marokko abgesetzt hatte, aufgenommen wurde. In Paris beteiligten sie sich an der Gründung der  Frente Patriótica de Libertação Nacional. Nach ihrem Umzug nach Algier war sie die erste weibliche Sprecherin von Rádio Voz da Liberdade, das 1963 gegründet wurde, um Propaganda nach Portugal zu senden. Abgesehen von einer offiziell genehmigten Rückkehr nach Portugal im Jahr 1972, um an der Beerdigung ihres Vaters teilzunehmen, kehrte sie erst nach der Nelkenrevolution vom 25. April 1974 nach Portugal zurück.
Im Jahr 2000 wurde Piteira Santos wurde vom damaligen Präsidenten Jorge Sampaio der Ordem da Liberdade im Rang eines Komturs verliehen. 2023 erhielt sie posthum den Rang eines Großoffiziers.
Ihr Ehemann starb 1992, sie selbst verstarb im Alter von 91 Jahren in Lissabon.